# Gregorio Morán
Gregorio Morán (Oviedo, 1947) es un periodista y escritor español, autor de diversos libros relacionados con  la Transición y la dictadura en España, entre ellos dos biografías del político Adolfo Suárez, y colaborador en diversas publicaciones periódicas, como Mundo Obrero, Cambio 16 o La Vanguardia, entre otras.

## Biografía
Nacido en Oviedo en 1947, en la calle Palacio Valdés. Tras cursar el bachillerato en esa población, se trasladó a Madrid para estudiar en la Escuela de Arte Dramático. Allí empezó tomar contacto con movimientos obreros juveniles, en el barrio del Pozo del Tío Raimundo. Militó en la oposición antifranquista, como miembro del Partido Comunista de España, exiliándose en París en 1968, donde colaboró en la publicación Mundo Obrero. Abandonó el PCE a finales de 1976, poco antes de su legalización.
Hacia 1978 colaboró con Juan Antonio Bardem en la elaboración del guion de la película Siete días de enero, tras trabajar como periodista en Cambio 16. Su primer libro Adolfo Suárez: Historia de una ambición (1979) fue una de las primeras biografías sobre Suárez, figura que volvería a abordar treinta años más tarde en Adolfo Suárez: Ambición y destino (2009). Como periodista ha colaborado con diversos medios, entre los que cabe mencionar Mundo Diario, Opinión, Arreu, Diario 16 y La Gaceta del Norte, donde fue director.
En 1988 empezó a escribir en La Vanguardia una columna titulada «Sabatinas Intempestivas» —que aparecía cada sábado—, colaboración que finalizó con su despido en agosto de 2017 tras escribir una columna titulada «Los medios del Movimiento Nacional catalán», crítica con el proceso independentista catalán, la Generalidad de Cataluña y los medios de comunicación subvencionados por esta, y que no se llegó a publicar. Colaboró en el periódico digital bez.
Su libro El cura y los mandarines. Historia no oficial del bosque de los letrados. Cultura y política en España, cuya publicación en la editorial Crítica (grupo Editorial Planeta) estaba prevista para octubre de 2014, fue objeto de polémica ante su cancelación por parte de la editorial. La razón aducida por la editorial era que el capítulo dedicado a la Real Academia Española podría dar lugar a demandas ante su carácter supuestamente ofensivo para algunos de sus miembros. En una entrevista con el autor, este indicó que la imagen que transmitiría el libro de Víctor García de la Concha, director del Instituto Cervantes y colaborador de Planeta, podría haber sido el motivo para la cancelación del libro. Finalmente, el libro fue publicado por la editorial Akal el 2 de diciembre de 2014. Gregorio Morán ha sido descrito como un autor con «independencia intelectual» y «gusto por la polémica». Sus crónicas han sido muy elogiadas, entre otros, por Javier Pérez Andújar.

## Obras
- Adolfo Suárez: historia de una ambición (1979)[1]
- Los españoles que dejaron de serlo: Euskadi, 1937-1981 (1982)[18][b][19]
- Miseria y grandeza del Partido Comunista de España 1939-1985 (1986)[16][c]
- Testamento vasco: un ensayo de interpretación (1987)[20]
- El precio de la transición (1991,[19] 2015)[d]
- Nunca llegaré a Santiago (1996)
- El maestro en el erial. Ortega y Gasset y la cultura del franquismo (1998)[21][22][23][24][25]
- Llueve a cántaros. Crónicas intempestivas (1999)
- El viaje ruso de un vendedor de helados (2001)[19]
- Los españoles que dejaron de serlo: cómo y por qué Euskadi se ha convertido en la gran herida histórica de España (2003)[19]
- Asombro y búsqueda de Rafael Barrett (2007)[26][27]
- Adolfo Suárez: Ambición y destino (2009)[28]
- La decadencia de Cataluña contada por un charnego (2013)[29]
- El cura y los mandarines. Historia no oficial del Bosque de los Letrados (2014)[30][31][32]
- Memoria personal de Cataluña (2019)
- Felipe González. El jugador de billar (2023)